# Turbanella cornuta
Turbanella cornuta is een buikharige uit de familie Turbanellidae. Het dier komt uit het geslacht Turbanella. Turbanella cornuta werd in 1925 voor het eerst wetenschappelijk beschreven door Remane. 